# Петров, Александр Фёдорович (ефрейтор)
Петров Александр Фёдорович (14.08.1920 — 1.04.1984) — участник Великой Отечественной войны, командир отделения миномётной роты 231-го гвардейского стрелкового полка 75-й гвардейской стрелковой дивизии 30-го стрелкового корпуса 60-й армии Центрального фронта, гвардии ефрейтор, Герой Советского Союза (1943), позднее — майор МВД.

## Биография
Родился 14 августа 1920 года в селе Тургень ныне Енбекшиказахского района Алматинской области. Окончил 6 классов школы в городе Алма-Ата, работал электромонтёром.
В Красную Армию призван в 1940 году. Служил на Дальнем Востоке в городе Комсомольск-на-Амуре. Во время Великой Отечественной войны был командиром расчёта, затем отделения миномётной роты 231-го гвардейского стрелкового полка 75-й гвардейской стрелковой дивизии.
Участвовал в битве на Курской дуге. 

Командир расчёта 82-мм миномётов 3-го стрелкового батальона гвардии ефрейтор Петров в боях 7 июля 1943 года проявил себя стойким защитником нашей Родины. При отражении атаки танков и пехоты противника со своим расчётом метким огнём уничтожил до взвода пехоты и рассеял до роты гитлеровцев, тем самым не дал возможность противнику прорвать нашу оборону.
Был награждён медалью «За отвагу».
Особым героизмом гвардии ефрейтор Петров А. Ф. отличился при форсировании реки Днепр севернее Киева, в боях при захвате и удержании плацдарма в районе сёл Глебовка и Ясногородка (Вышгородский район Киевской области) на правом берегу Днепра осенью 1943 года. В наградном листе командир полка гвардии подполковник Маковецкий Ф. Е. написал
:

В боях на Киевском направлении с 25.8 по 8.10.1943 года проявил себя как исключительно находчивый, волевой, отважный командир.
В боях за село Ясногородка на западном берегу р. Днепр 3.10.1943 года, когда немцы сосредоточив на узком участке фронта крупные силы перешли в наступление, угрожая отбросить наши подразделения за старый Днепр, и был ранен командир взвода, Петров принял на себя командование взвода и умелым управлением огнём своего взвода сдержал и отразил 3 контратаки пехоты противника. Узнав, что ранен командир роты, Петров принимает на себя командование ротой, и когда противник, численно превосходящий в несколько раз силы наших подразделений, приблизился к нашему переднему краю обороны, оставив у миномётов по 2 бойца, а у пулемётов по одному бойцу, поднял всю свою роту в атаку и в штыковой схватке уничтожил более 30 немецких солдат и офицеров, отразил 4-е наступление врага.
Когда противник вновь предпринял наступление на подразделения правого соседа и, ворвавшись на передний край внёс замешательство в ряды оборонявшихся подразделений, Петров, поняв угрозу обхода и окружения его роты с фланга, бросился в подразделения соседней части и решительными своими действиями остановил отходивших в беспорядке бойцов, перегруппировал их и, объявив себя командиром, повёл подразделения соседней части в атаку на пехоту противника, занявшую к этому времени передний край нашей обороны. Одновременно через связного Петров передал приказание своей роте ударом во фланг и тыл отрезать пути отхода вражеской пехоте. В результате этого смелого и дерзкого манёвра предпринятого Петровым до 2-х рот немецкой пехоты было окружено и уничтожено и полностью восстановлено положение нашего переднего края.

В этом бою рота под командованием Петрова отразила 5 контратак пехоты противника, уничтожила более 200 вражеских солдат и офицеров, захватила 2 пулемёта, много винтовок и автоматов и предотвратила возможность прорыва нашей обороны. Лично сам Петров в этом бою уничтожил 14 фашистских солдат и унтер-офицеров и личным примером смелости и геройства удержал и отстоял занимаемые рубежи.
Указом Президиума Верховного Совета СССР от 17 октября 1943 года за успешное форсирование реки Днепр севернее Киева, прочное закрепление плацдарма на западном берегу реки Днепр и проявленные при этом мужество и геройство гвардии гвардии ефрейтору Петрову Александру Фёдоровичу присвоено звание Героя Советского Союза с вручением ордена Ленина и медали «Золотая Звезда» .
После войны А. Ф. Петров окончил школу МВД (1950), служил и вышел в отставку в звании майора. Жил и работал в городе Джамбул, ныне Тараз Жамбылской области Казахстана. Умер 1 апреля 1984 года. Похоронен на городском кладбище Тараза.

## Награды
- Медаль «Золотая Звезда» № 1568 Героя Советского Союза (17 октября 1943 года).
- Орден Ленина.
- Орден Красного Знамени.
- Медали[какие?].

## Память
- В учебном центре Сухопутных войск Вооруженных сил Украины «Десна» установлен бюст Героя.
- В г. Тараз установлена мемориальная доска.
- Именем Героя названы школы в г. Тараз и улица в села Тургень